# Algot Bengtsson (Algotssönernas ätt)
Algot Bengtsson (Algotssönernas ätt), död omkring 1361, var en svensk väpnare och lagman, son till Bengt Algotsson (Algotssönernas ätt).

## Biografi
Algot Bengtsson (Algotssönernas ätt) var son till riddaren Bengt Algotsson (Algotssönernas ätt). Han nämns första gången 30 maj 1322. Algot Bengtsson var lagman i Västergötlands och Dals lagsaga 1344 till 1358.
Han ingick från 1347 tillsammans med riddaren och lagmannen i Tiohärads lagsaga Ulf Abjörnsson (Sparre av Tofta), och väpnaren Tyrger, lagman i Värmland, i kung Magnus Erikssons nämnd.

### Egendom
Algot Bengtsson ägde Nordfjord i Bergens skattmästardöme.

### Familj
Algot Bengtsson var 30 maj 1322 gift med en dotter till Bryniolf Bengtsson (Bengt Algotssons ätt) och Ingegärd Svantepolksdotter. De fick tillsammans barnen nunnan Birgitta Algotsdotter i Vreta kloster, nunnan Märta Algotsdotter i Rackeby kloster och troligen Bengta Algotsdotter som troligen var gift med Jon Birgersson.